# Penacho ibérico
El penacho ibérico (The Spanish plume en fuentes en inglés) es un patrón sinóptico en Europa occidental que consiste en la advección hacia latitudes superiores de una lengua de aire cálido de niveles bajos desde zonas como la meseta de la península ibérica yendo por delante de una vaguada de aire frío en niveles altos. Este patrón meteorológico puede dar lugar a episodios de lluvias torrenciales, elevadas temperaturas y tormentas con granizo en las islas británicas y el noroeste de Europa e incluso tornados durante los meses de verano en lugares como Alemania.